# Frontier: Elite II
Frontier: Elite II – komputerowa gra symulacyjna stworzona przez Davida Brabena i wydana przez Gametek oraz Konami w 1993 roku. Jest kontynuacją gry Elite stworzonej przez tego samego autora przy współpracy Iana Bella. Wydana została na platformach Amiga, Atari ST oraz DOS.
Gra, podobnie jak jej poprzednik – Elite, cechuje się otwartą rozgrywką, nie zawiera fabuły (gracz nie musi wykonywać misji zgodnie z zaplanowanym scenariuszem). Bohater eksploruje przestrzeń kosmiczną handlując towarami, zajmując się przemytem, walcząc, wykonując misje wojskowe. Dzięki temu sam wybiera sposoby zarobku i cele jakie chce osiągnąć w grze. Produkcja charakteryzuje się realistyczną fizyką (jak na owe czasy) i szczegółowo wymodelowaną galaktyką. Tytuł doczekał się kontynuacji – Frontier: First Encounters.